# Bidessus
Bidessus es un género de coleópteros adéfagos de la familia Dytiscidae. 

## Especies seleccionadas
- Bidessus abjectus	Sharp 1882
- Bidessus affinis	Hatch 1928
- Bidessus africanus
- Bidessus alluaudi
- Bidessus alternatus
- Bidessus amabilis